# (2005) Hencke
(2005) Hencke ist ein Asteroid des Hauptgürtels, der am 2. September 1973 vom Schweizer Astronomen Paul Wild, vom Observatorium Zimmerwald (IAU-Code 026) der Universität Bern aus, entdeckt wurde.
Der Asteroid gehört zur Eunomia-Familie, einer nach (15) Eunomia benannten Gruppe, zu der vermutlich fünf Prozent der Asteroiden des Hauptgürtels gehören.
(2005) Hencke ist nach dem deutschen Amateurastronomen Karl Ludwig Hencke (1793–1866) benannt (nicht zu verwechseln mit Johann Franz Encke (1791–1865), zuletzt Direktor der Berliner Sternwarte).